# Diplotaxis tarascana
Diplotaxis tarascana är en skalbaggsart som beskrevs av Patricia Vaurie 1958. Diplotaxis tarascana ingår i släktet Diplotaxis och familjen Melolonthidae. Inga underarter finns listade i Catalogue of Life.